# Amaury Epaminondas
Amaury Epaminondas Junqueira (Barretos, 25 de desembre de 1935-31 de març de 2016) va ser un jugador de futbol brasiler, jugava en la posició de migcampista dret i davanter. Va jugar en el futbol brasiler i mexicà. Va ser el primer campió de gols que va tenir el Toluca.
Va debutar amb el Club de Regatas Vasco da Gama en 1956. Va estar en el Campionat Paulista de 1957 amb el São Paulo Futebol Clube, on quedaria campió amb l'equip en superar 3-1 al Corinthians, ell va ser l'autor d'una de les anotacions. En 1958 va aconseguir marcar 44 gols en 60 partits, amb una mitjana de 0,73 gols per partit.
Va estar amb el São Paulo fins a 1961, va jugar 112 jocs dels quals l'equip va guanyar 56, va empatar 29 i només va perdre 27, marcaria 68 gols en total.
En 1962 decideix emigrar al futbol mexicà, començant la seva trajectòria amb l'Oro de Jalisco on aconseguiria sortir campió en una ocasió en 1962-63 dirigit per Arpad Fekete. Jugaria fins a 1965 en l'Oro per després passar al Deportivo Toluca, de 1966 a 1968, on va ser bicampió en la temporada 1966-67 i 1967-68 dirigit per Ignacio Trelles, on aconseguiria un tercer títol de gols en la temporada 1966-67, marcant un total de 117 gols a Mèxic.
També va exercir com a entrenador de forces bàsiques i escoles privades.

## Mort
Amaury Epaminondas, el llegendari golejador dels Diablos Rojos de Toluca, va morir el 31 de maig de 2016 al seu domicili per complicacions de la insuficiència renal crònica.